# Roridula gorgonias
Roridula gorgonias ist eine von zwei Arten aus der protokarnivoren Gattung der Wanzenpflanzen (Roridula) aus der gleichnamigen Familie der Wanzenpflanzengewächse (Roridulaceae). Sie stammt aus dem Westen der Kap-Provinz in Südafrika und ist für ihre äußerst klebrigen Leimruten bekannt, welche die gesamte Pflanze überziehen. Sie ist auch für ihre Symbiose mit der Wanzenart Pameridea roridulae bekannt. Im deutschen Sprachraum trägt sie die Trivialnamen „Taupflanze“ und „Wanzenpflanze“.

## Beschreibung

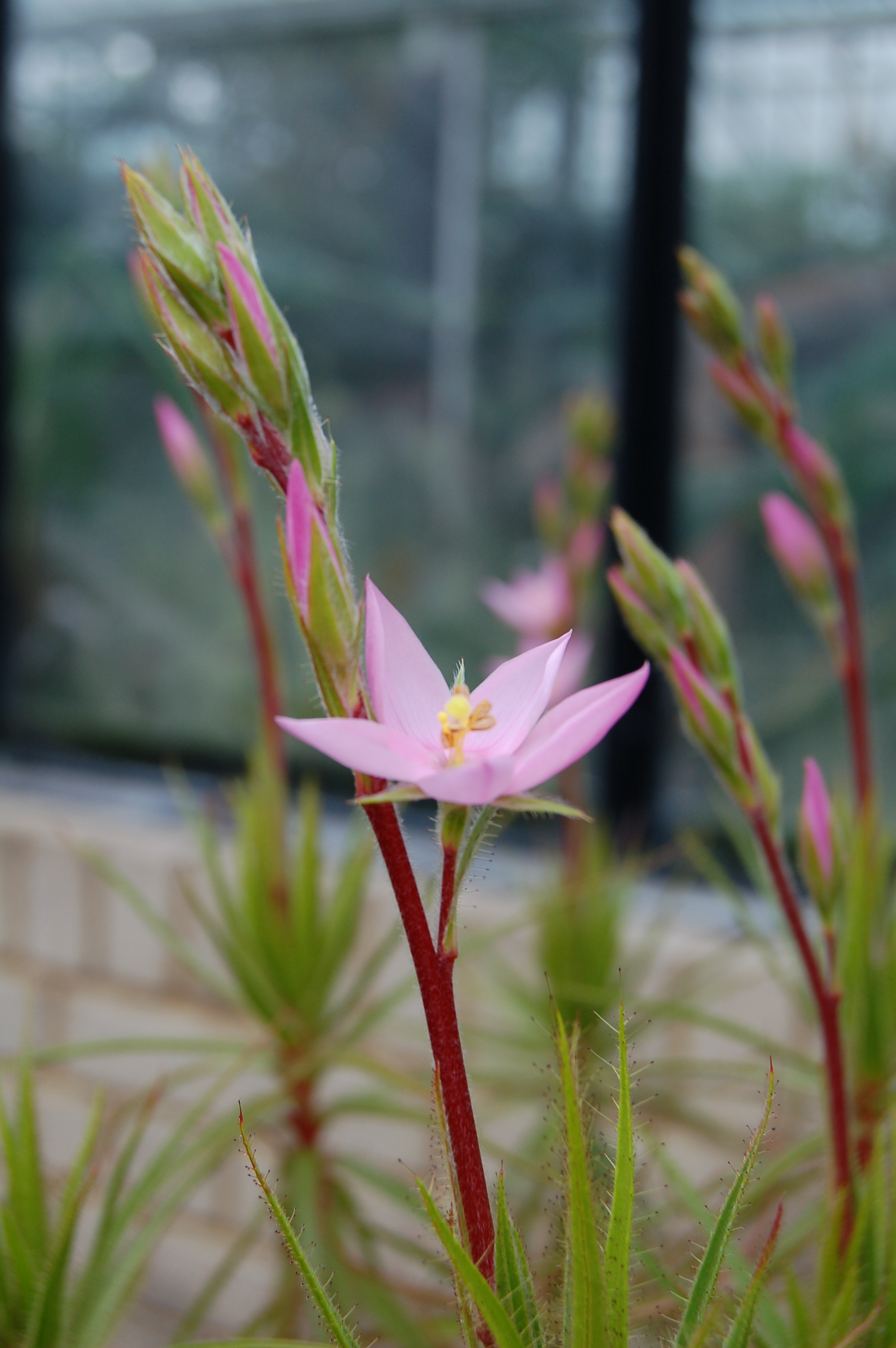
Blütenstand mit gestielter Blüte

### Vegetative Merkmale
Roridula gorgonias wächst aus einer kräftigen Pfahlwurzel als bis zu 60 cm hoher, verholzender, wenig verzweigter Strauch. Die Stängel sind ziemlich kräftig und bräunlich mit markanten horizontalen Blattnarben. Sie enden in dichten Blütenständen, die absterben, aber unterhalb der alten Blütenstände Seitenzweige bilden.
Die Laubblätter sitzen dicht gedrängt an den Enden der Zweige, die älteren Blätter sind zurückgebogen, die jüngeren aufrecht. Die Blattspreite ist linealisch, bis zu 12 cm lang und etwa 5 Millimeter breit, sie verjüngt sich allmählich zu einer fadenförmigen Spitze. Die Blätter sind ganzrandig und mit langstieligen Drüsen besetzt, an deren Spitze knaufförmige Köpfchen sitzen. Auch die Oberseite der Blattspreiten ist mit kleinen Drüsen und langen weißen Borsten überzogen. Die Blattunterseite ist kahl, aber die erhabene Mittelrippe ist mit einer Reihe kurzer Drüsen versehen.

### Fallen
Die Köpfchen der gestielten Drüsen von Roridula gorgonias sind mit farblosen Leimtropfen überzogen, der Leim ist äußerst dickflüssig und wird von den Drüsen eigens produziert und ausgeschieden. Das harzige Exsudat der Drüsen besteht überwiegend aus Dihydroxyolean und Dihydroxyurs-12-ene sowie Taraxeradiol. Dazu kommen verschiedene Germanicole und 3α-Lupeol. Diese natürlichen Harze kristallisieren in frischer, warmer Luft, ohne jedoch gänzlich zu verhärten (sofern ihr Anteil im Sekret nicht zu hoch ist). Auch wurden Flavonole und Acylglycerine nachgewiesen. Die hochkomplexe Harz-Zusammensetzung sorgt nicht nur dafür, dass der Leim nie austrocknet, der Leim ist obendrein wasserabweisend (hydrophob). Selbst nach einem 24-stündigen Tauchbad in Wasser bleibt der Leim klebrig, was der Pflanze bei starken Regenfällen zugutekommt: Sie kann ihren Beutefang unmittelbar nach Regenfällen wieder aufnehmen. Andere insektenfangende Pflanzen, wie zum Beispiel Sonnentau, Taublatt und Regenbogenpflanze müssen nach Regenfällen stets neuen Leim produzieren, weil ihr Leim aus wasserlöslichen Glycosiden besteht, nicht aus Harz. Dies zehrt an ihrer Energie, was Roridula gorgonias erspart bleibt.
Die Frage, ob Roridula gorgonias eine „echte“ Karnivore ist, oder nicht, wurde lange Zeit kontrovers diskutiert. Besonderes Augenmerk verdient der Umstand, dass Roridula gorgonias UV-Licht reflektiert und damit offenbar gezielt Insekten anlockt. Dies ist von „echten“ Karnivoren wie Sonnentau und Kannenpflanze bekannt. Das Problem liegt darin, dass die Pflanze einerseits in eigens dafür konzipierten Drüsen bestimmte Enzyme wie Phosphatasen bildet, welche die Verwertung komplexer Stickstoff- und Phosphorverbindungen erlaubt (was „echte“ Karnivoren können). Andererseits aber scheidet Roridula gorgonias keine Verdauungssäfte aus, mit denen sie die Körper getöteter Insekten zersetzen und auslaugen könnte – was aber echte Karnivoren tun. Experimente durch die Forscher Bartosz J. Płachno und Lubomír Adamec im Jahr 2009 an beiden Roridula-Arten mit toten Taufliegen (Drosophila) belegen, dass eine hohe Phosphatase- und Protease-Aktivität stattfindet und Nährstoffe wie Stickstoff, Phosphor, Kalium und Magnesium in höheren Mengen aufgenommen, aufgespalten und von der Pflanze direkt verwertet werden können. Deshalb wird die Pflanze im Allgemeinen als „protokarnivor“ (sprich: „fast-karnivor“) eingestuft. An ihr lässt sich der evolutionäre Übergang von „Abwehrmechanismus gegen pflanzenfressendes Ungeziefer“ zu „Falle und Verdauungsorgan“ gut studieren und beschreiben. Die Forschungsergebnisse widerlegen allerdings zugleich die Annahme, dass Roridula gorgonias allein auf die Kotausscheidungen ihrer Symbionten angewiesen wäre.

### Generative Merkmale
In einem endständigen, traubigen Blütenstand befinden sich über kurzen Deckblättern zehn bis zwölf Blüten.
Die zwittrige Blüte ist radiärsymmetrisch und fünfzählig mit doppelter Blütenhülle. Die fünf freien Kelchblätter sind bei einer Länge von etwa 15 Millimetern linealisch mit spitz zulaufendem oberen Ende, deren Spitze in einer gestielten Drüse endet, der Rand ist leicht behaart. Die nicht haltbaren, rosafarbenen, freien Kronblätter sind bei einer Länge von etwa 15 Millimetern eiförmig mit spitz zulaufenden oberen Ende und dunkler Basis. Die Staubbeutel öffnen sich durch breite Schlitze. Der Pollen ist asymmetrisch und bei einem Durchmesser von etwa 50 μm annähernd sphärisch. Der kahle Fruchtknoten enthält zwei bis vier Samenanlagen in jeder Kammer. Der Griffel wird zum oberen Ende hin breiter und endet in einer breiten, flachen, papillären Narbe.
Die krautige Kapselfrucht ist bei einer Länge von etwa 1 Zentimeter schmal-eiförmig. Die braunen Samen sind abgewinkelt, warzig und 2 bis 5 Millimeter lang.
Die Chromosomengrundzahl beträgt x = 6; es liegt Diploidie mit einer Chromosomenzahl von 2n = 12 vor.

## Inhaltsstoffe
Die Blätter von Roridula gorgonias enthalten iridoide Glycoside, die bislang nicht eindeutig identifiziert werden konnten. In der Blattepidermis sind Kalziumoxalat-Drüsen vorhanden. Die Blätter und Drüsenköpfchen absorbieren und reflektieren UV-Licht. In den Samen wurden verschiedene Gerbstoffe wie Tannine nachgewiesen.

## Ökologie
Roridula gorgonias wird von Schwebfliegen bestäubt, ist aber auch zur Selbstbestäubung befähigt.

### Symbiose mitPameridea roridulae

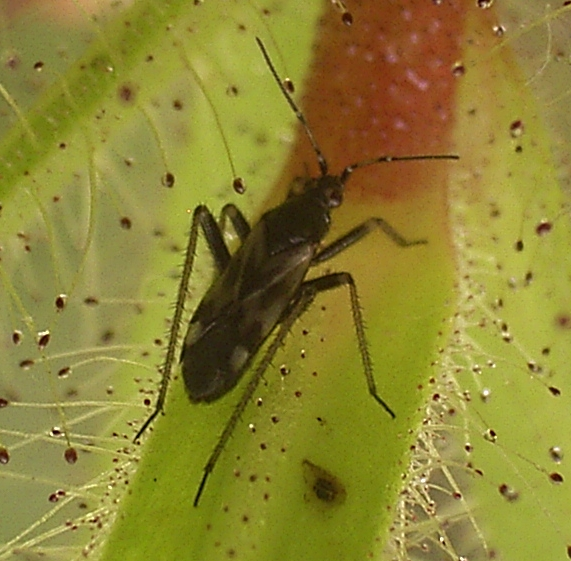
Pameridea roridulae auf Roridula gorgonias

Ähnlich wie ihre Schwesterart Roridula dentata, so ist auch Roridula gorgonias eine Symbiose mit einer Raubwanze eingegangen. Bei Roridula gorgonias ist es vornehmlich die Art Pameridea roridulae, welche eigens nach den Wanzenpflanzen benannt wurde und bevorzugt die Art Roridula gorgonias besiedelt. Während die äußerst klebrigen Leimruten von Roridula gorgonias auch größere Insekten wie Wespen, Libellen und Hummeln fangen, lebt Pameridea roridulae auf den Blättern und Trieben und kann sich dort frei bewegen: Der Körper der Wanze ist mit einem feinen, fettigen Ölfilm überzogen, der das Harz der Wanzenpflanze abweist. Zugleich ist die Wanze außerordentlich muskulös und daher kräftig genug, sich notfalls wieder aus den Leimruten zu befreien. Die Wanzen wuseln emsig auf der Pflanze umher, stets auf der Suche nach neuen Beutetieren. Wenn sie eines aufspüren, saugen sie es umgehend aus. Die Wanze lebt aber auch gelegentlich vom Saft der Pflanze, wenn ihr die Insekten ausgehen. Die Kotausscheidungen der Wanzen setzen wichtige Nährstoffe wie Stickstoff und Phosphor frei, die wiederum von der Pflanze aufgenommen und verwertet werden.

### Weitere Symbiosen
Neben Pameridea roridulae leben noch andere Raubwanzen wie Pameridea marlothi (sehr selten) und Rhynocoris disciventris auf Roridula gorgonias. Auch Pameridea marlothi ist durch ölbedeckte Panzer und kräftige Beine vor den Leimruten geschützt und profitiert vom ausgiebigen Beutefang. Rhynocoris disciventris bewegt sich dagegen nur auf den unbelaubten Stängeln entlang und meidet die Leimruten. Es wurden aber auch zwei Spinnenarten mit einer Vorliebe für klebrige Pflanzen nachgewiesen: die Luchsspinne Peucetia nicolae und eine noch nicht näher bestimmte Krabbenspinne der Gattung Synema. Auch sie streifen auf den Pflanzen umher und erbeuten frisch gefangene Insekten. Letztere erbeutet allerdings auch Pameridea-Wanzen. Und auch der Kot der Spinnen dient Roridula gorgonias als natürlicher Dünger.

## Vorkommen und Gefährdung

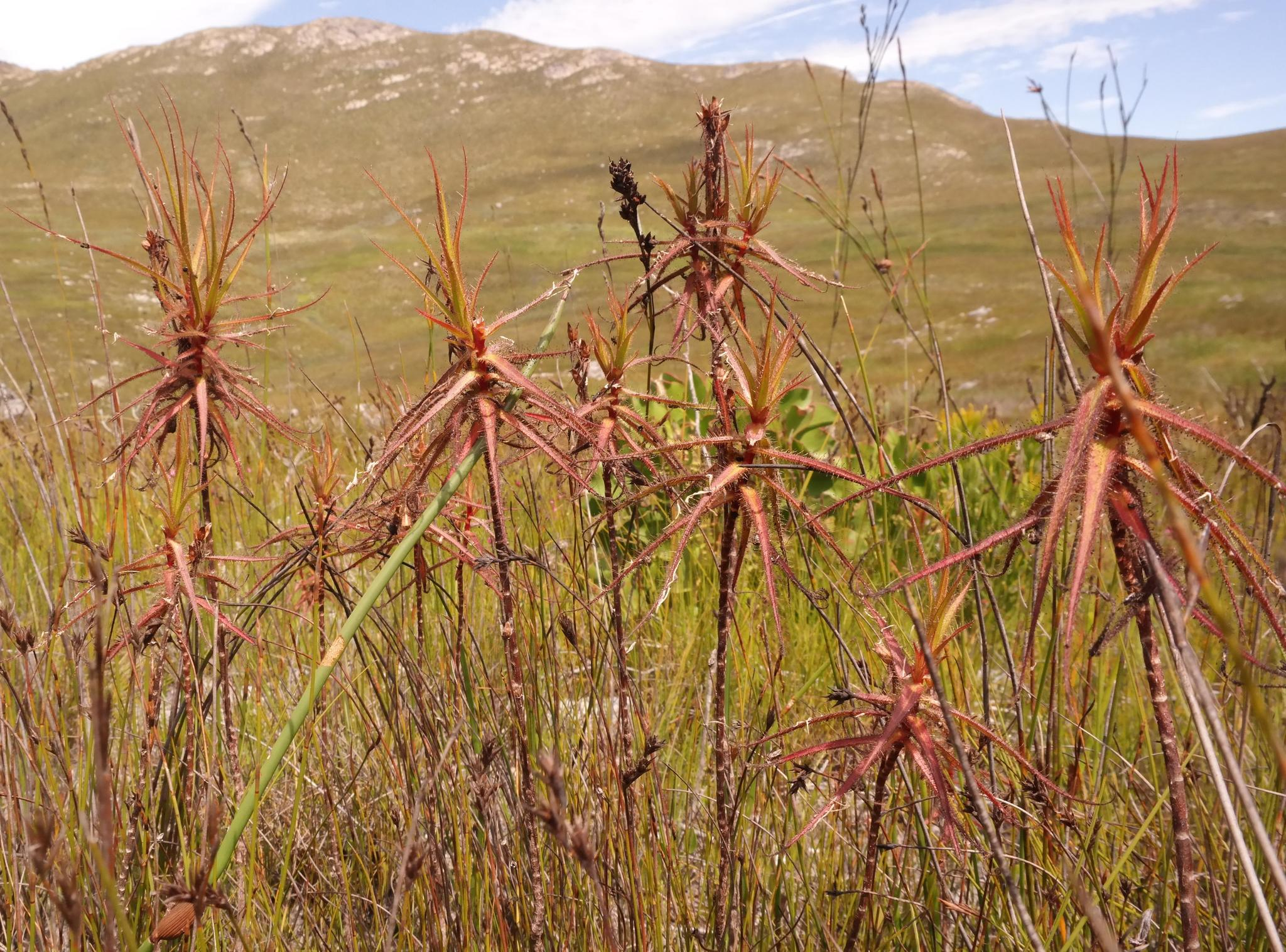
Habitus am Naturstandort

Roridula gorgonias ist ein Endemit, gilt aber 2004 trotz ihrer Seltenheit als „Least Concern“ = „nicht bedroht“. Roridula gorgonias kommt in der Capensis nur in der südafrikanischen Provinz Westkap an der Südspitze Afrikas, in den Regionen um Hottentots Holland und Kleinrivier bis zu den Bergen um Riviersonderend vor. Sie gedeiht besonders in den Distrikten um Somerset West, Stellenbosch, Caledon and Swellendam. Sie kommt in Höhenlagen um 100 bis 900 Metern vor, wo sie in leicht bis stark versandeten Feuchtgebieten wächst. Obwohl ihre Standorte nicht allzu weit von jenen ihrer Schwesterart, Roridula dentata, liegen, überschneiden sich die Standorte nicht und es sind auch keine Naturhybriden bekannt. Die Buschvegetationen, in denen Roridula gorgonias lebt, werden alle paar Jahre von Buschfeuern heimgesucht, was aber der Pflanzenart zugutekommt:
Denn Roridula gorgonias ist ein sogenannter Feuerkeimer. Sie ist an die regelmäßig alle paar Jahre auftretenden Buschbrände angepasst und teils auch darauf angewiesen. Die Feuer lichten zum einen die Vegetation und verhindern so, dass die Wanzenpflanzen überwuchert werden, zum anderen erlauben sie den Samen, unter offenen Bedingungen zu keimen und zu wachsen. Diese Pyrophilie geht sogar so weit, dass die Keimrate der Samen nur durch kurzzeitigen Einfluss von Hitze gesteigert wird.

## Systematik
Roridula gorgonias gehört zur Gattung der Wanzenpflanzen (Roridula) aus der gleichnamigen Familie der Wanzenpflanzengewächse (Roridulaceae) innerhalb der Ordnung der Heidekrautgewächse (Ericales). Ihre einzige Schwesterart ist Roridula dentata, Unterarten sind nicht bekannt. Roridula gorgonias wurde 1848 von Jules Émile Planchon erstbeschrieben, veraltete Synonyme sind Roridula crinita (Gand.) und Roridula brachysepala. Der Gattungsname Roridula leitet sich von dem lateinischen Wort roridus ab, was „taubedeckt“ bedeutet, der Artenname gorgonias ist ebenfalls lateinisch und von den Gorgonen der griechischen Mythologie inspiriert (in Anspielung auf die Blattschopfe an langen Stängeln).

## Roridula gorgonias und Mensch
Obgleich Roridula gorgonias keinen wirtschaftlichen Nutzen für den Menschen hat, war und ist sie den Einheimischen der Kap-Region aufgrund ihrer Klebrigkeit unter dem Namen Vlieëbos (deutsch etwa „Fliegenbusch“) vertraut. Der deutsch-afrikanische Botaniker, Apotheker und Chemiker Hermann Wilhelm Rudolf Marloth berichtete um 1920, dass Zweige der Pflanze in Häusern, Bars und Geschäften als natürliche Fliegenfänger aufgehängt würden. Heute wird Roridula gorgonias (wie auch R. dentata) gelegentlich als Kuriosität in Pflanzensammlungen und an botanischen Gärten kultiviert.